# Carolinensiel
Carolinensiel is een plaats in het noordoosten van de Duitse landstreek Oost-Friesland, behorend tot de deelstaat Nedersaksen en het Landkreis Wittmund. Officieel is het een stadsdeel van Wittmund. Het ligt aan de Harle, enkele kilometers voordat dit riviertje uitmondt in de Waddenzee. Tot Carolinensiel behoort de wijk Friedrichsgroden en het vakantie- en havendorp Harlesiel, aan de Waddenzeekust, 2 km ten noorden van Carolinensiel zelf.
Op grond van een daartoe strekkend besluit van de regering van de deelstaat Nedersaksen mogen de plaatsen Carolinensiel en Harlesiel zich sinds 7 oktober 2021 Nordseeheilbad noemen. Het zijn zodoende kuuroorden geworden.
Direct ten oosten van Harlesiel ligt een klein vliegveldje voor de zweefvliegsport.

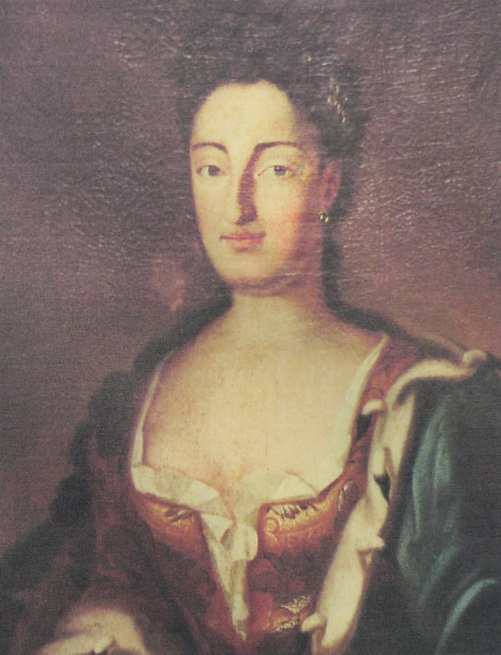
Sophia Carolina van Brandenburg-Bayreuth, naar wie het dorp is genoemd

Carolinensiel werd in 1729/30 gesticht door vorst George Albrecht van Oost-Friesland, nadat het grondgebied gedurende de jaren daarvoor was herwonnen op de Harlebucht. De nederzetting kreeg de naam van zijn gemalin, Sophia Carolina van Brandenburg-Kulmbach. Het naamdeel - siel verwijst zoals bij de meeste kustplaatsen in Oost-Friesland naar de spuisluis (in Noord-Nederland: zijl), waarbij de nederzetting ontstond.
Aan de haven werd in 1765 op initiatief van Frederik de Grote op nieuw aangewonnen land een tweede toegevoegd die de naam Friedrichsschleuse kreeg. Carolinensiel ontwikkelde zich al snel tot een van de belangrijkste zeehavens van Oost-Friesland: alleen die van Emden zou belangrijker blijven. Aan het begin van de 20e eeuw zette het verval in, omdat grotere zeeschepen de haven niet konden bereiken.
Ten noorden van Carolinensiel werd in de jaren '50 een nieuwe haven met bijbehorende nederzetting aangelegd, die van Harlesiel. Tegelijkertijd werd de kustverdediging afgerond met de bouw van gemaal Harlesiel. Sindsdien vertrekken de veerboten naar het eiland Wangerooge niet meer vanuit Carolinensiel zelf, maar vanuit Harlesiel. De spoorlijn van Carolinensiel naar Jever, die in 1888 was geopend, werd in 1989 buiten gebruik genomen.
Carolinensiel is vanaf het begin van de 20e eeuw van belang voor de visserij (met name die op garnalen, inmiddels vanuit Harlesiel), hoewel de oudste historische haven nog slechts een museumhaven is. Zowel de oude kern van Carolinensiel, de voormalige haven (waar historische schepen aangemeerd liggen) als het strand van Harlesiel fungeren als toeristentrekker. De middelste haven, die van Friedrichsschleuse, is een jachthaven. In de periode na 2000 is het economisch belang van de garnalenvisserij sterk afgenomen.
In 1953 werd bij Carolinensiel een grote hoeveelheid zand langs de kust opgespoten. Men had in 1956 besloten, om tegelijkertijd met het nieuwe gemaal geen industrieterrein te bouwen, maar voor ontwikkeling van strandtoerisme te gaan. Uiteindelijk nam de lokale overheid de bevordering van het toerisme in eigen hand. Carolinensiel en Harlesiel beschikken over enige campings en vakantiehuisjesparken.
Het in 1987 gesloten spoorwegstation, dat een kilometer ten oosten van het haventje ligt, huisvest sedert 2008 het doe-museum (Erlebnismuseum) Phänomenia.
De oude haven vormt sedert 1984, met vier aan de kade gelegen oude gebouwen (waaronder een uit 1840 daterend graanpakhuis met de naam Groot Hus) en verscheidene in de haven liggende historische schepen, die bezichtigd kunnen worden, het Deutsche Sielhafenmuseum Carolinensiel.

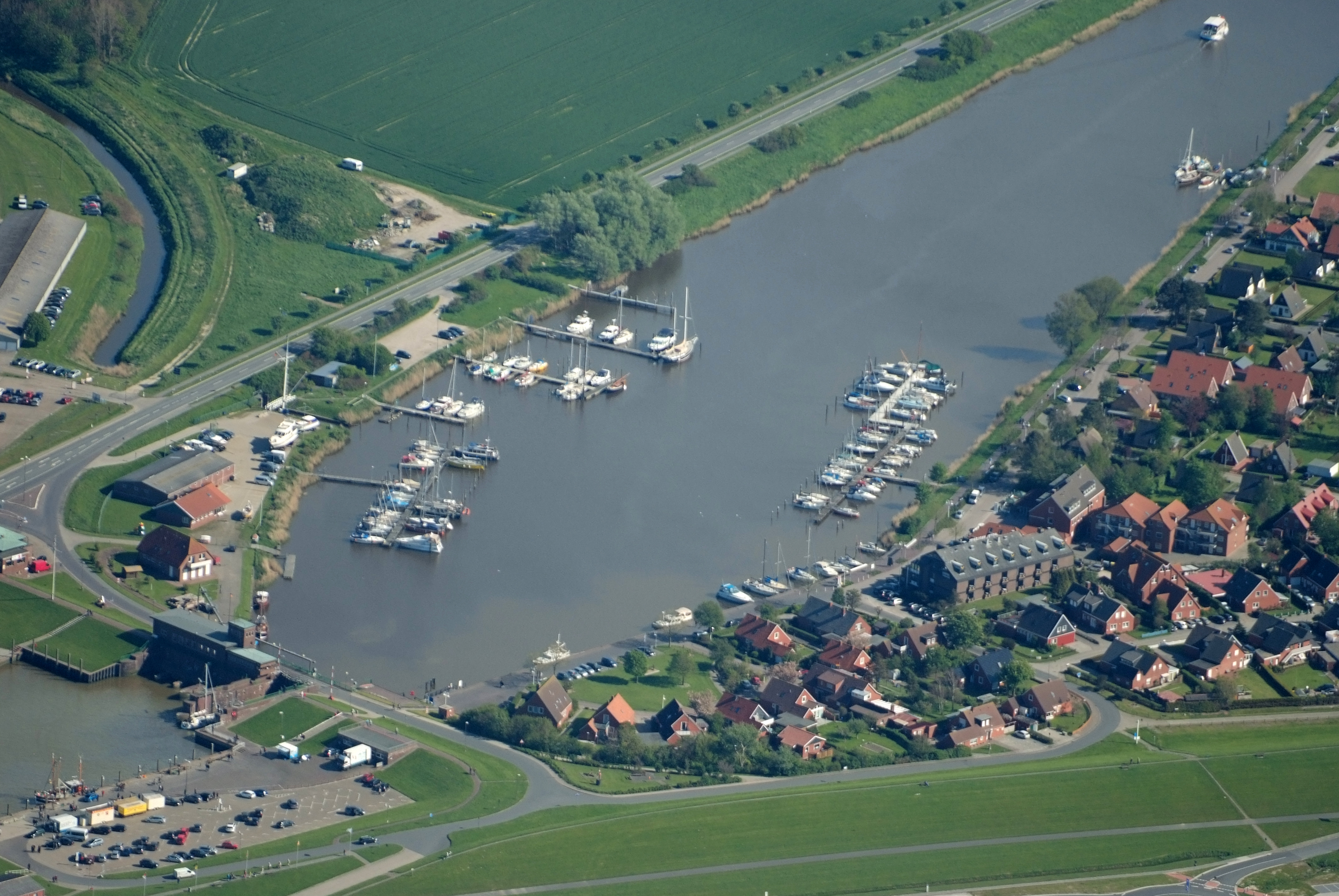
Harlesiel
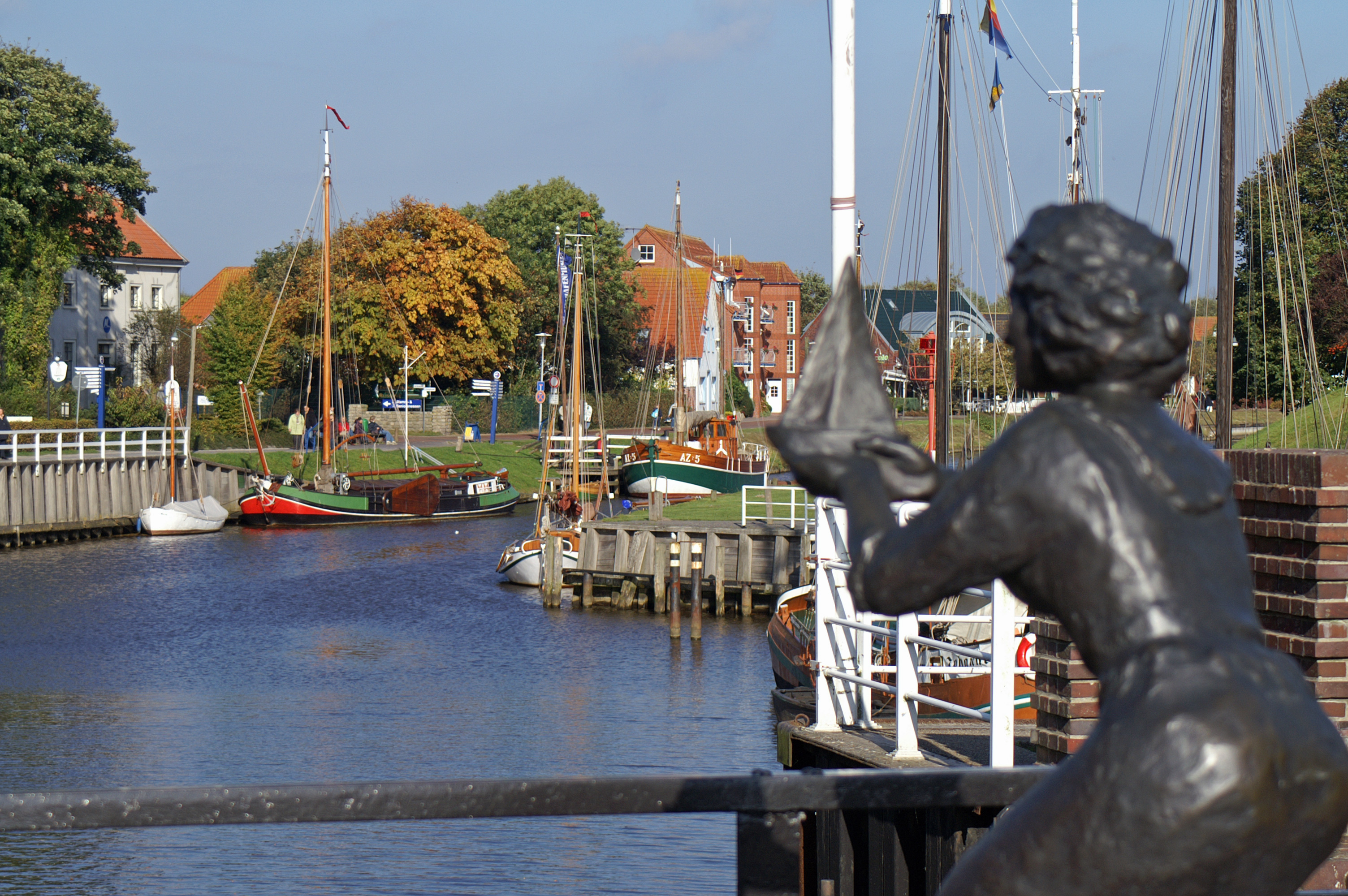
De oude haven van Carolinensiel
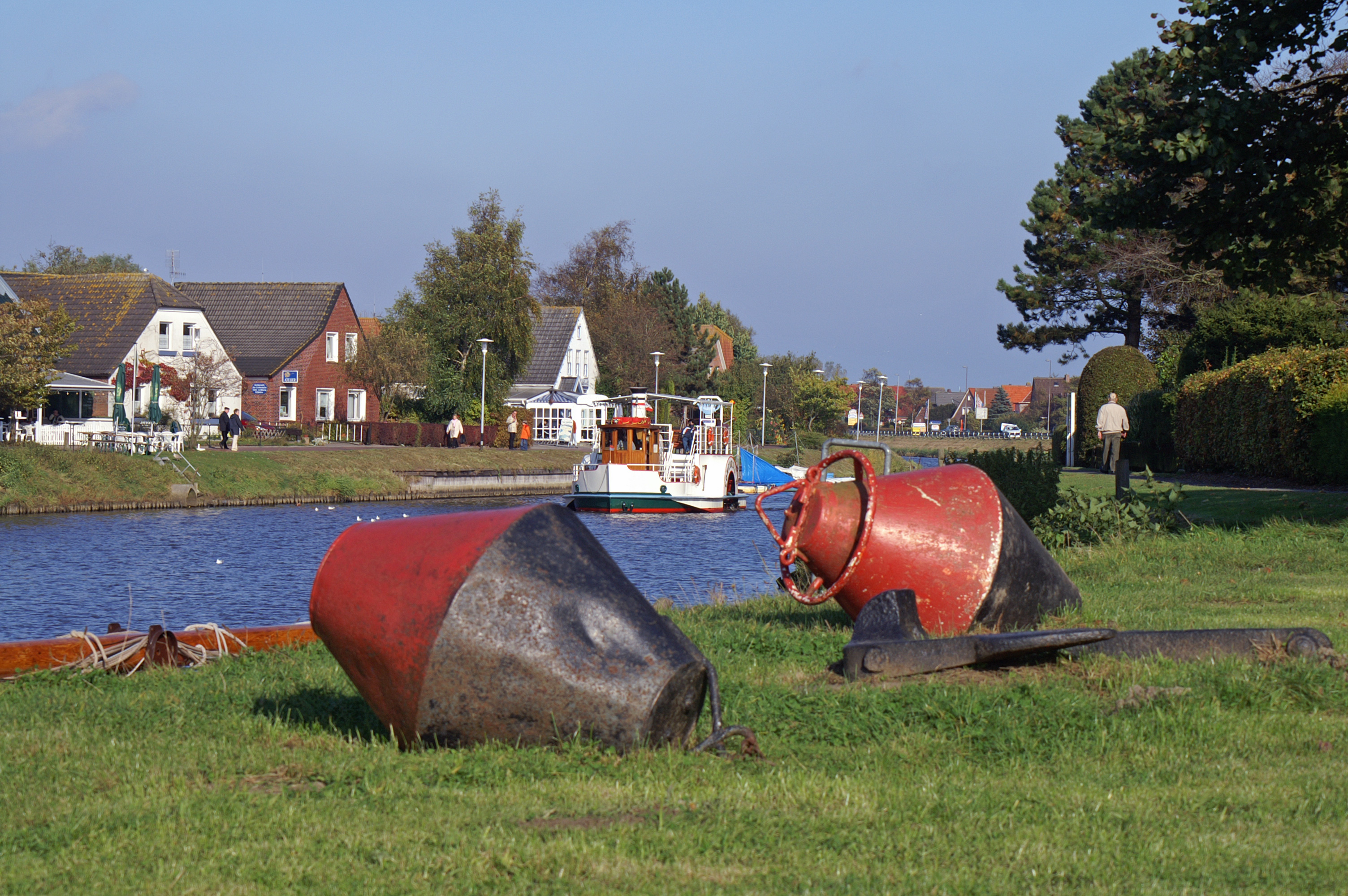
Aan de Harle
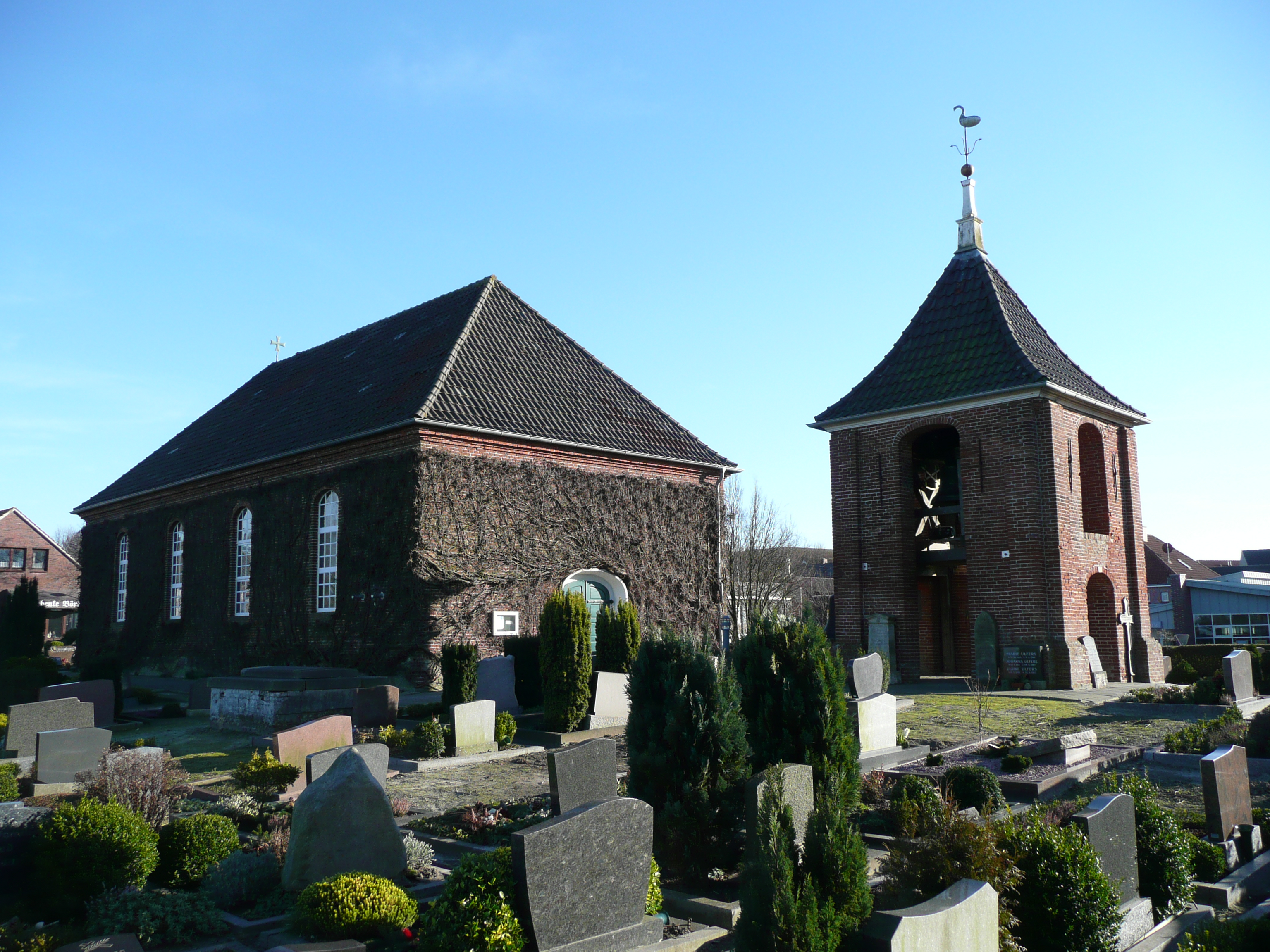
Kerk van Carolinensiel
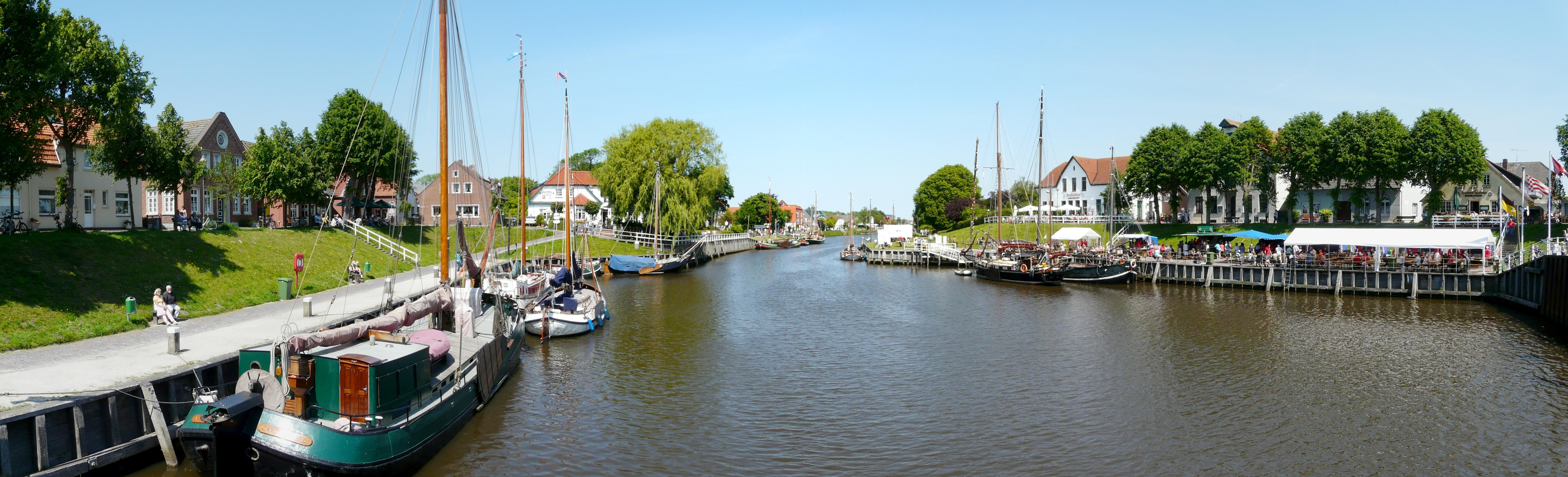
Haven
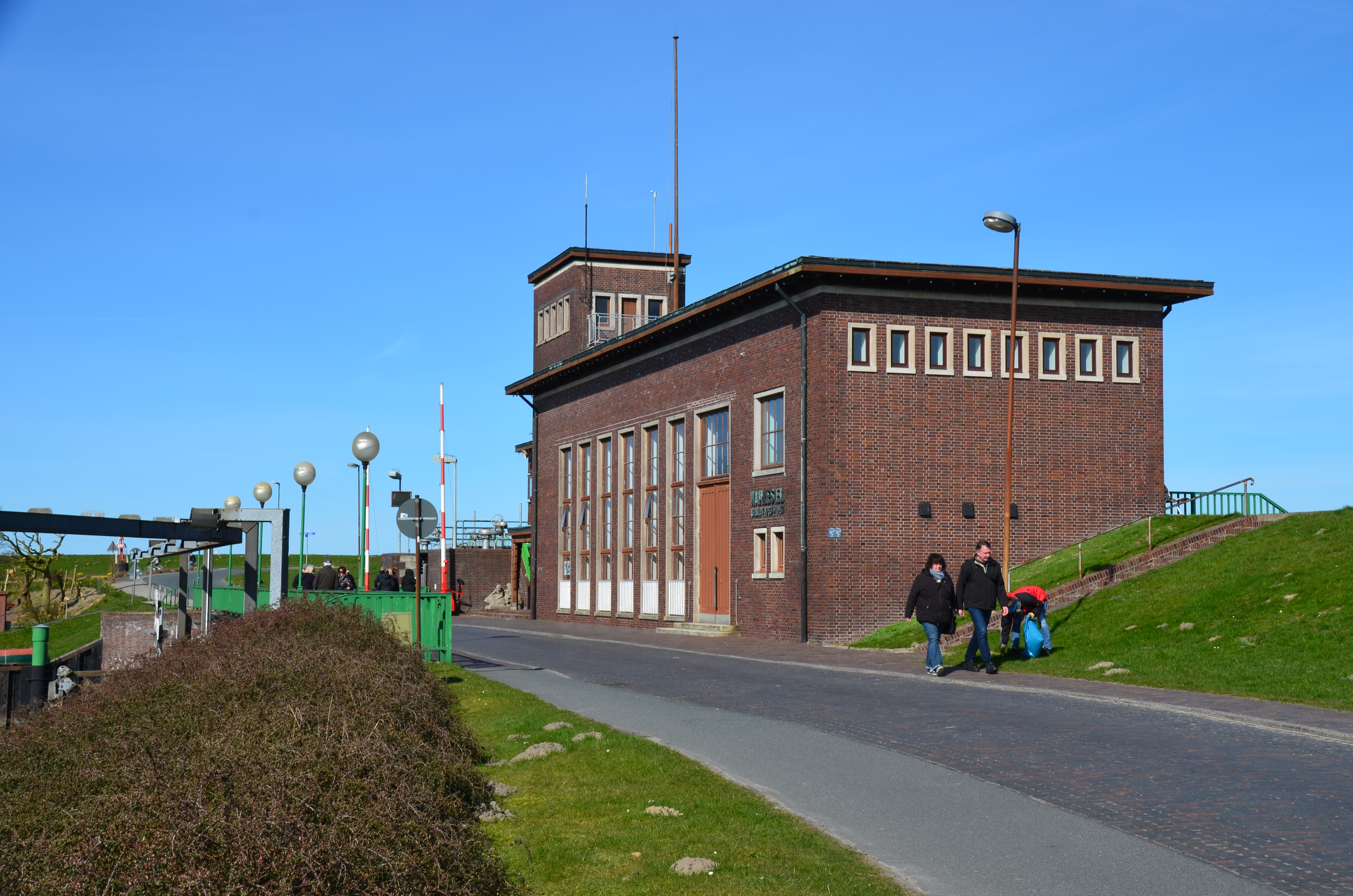
Gemaal (Schöpfwerk) Harlesiel, binnendijks
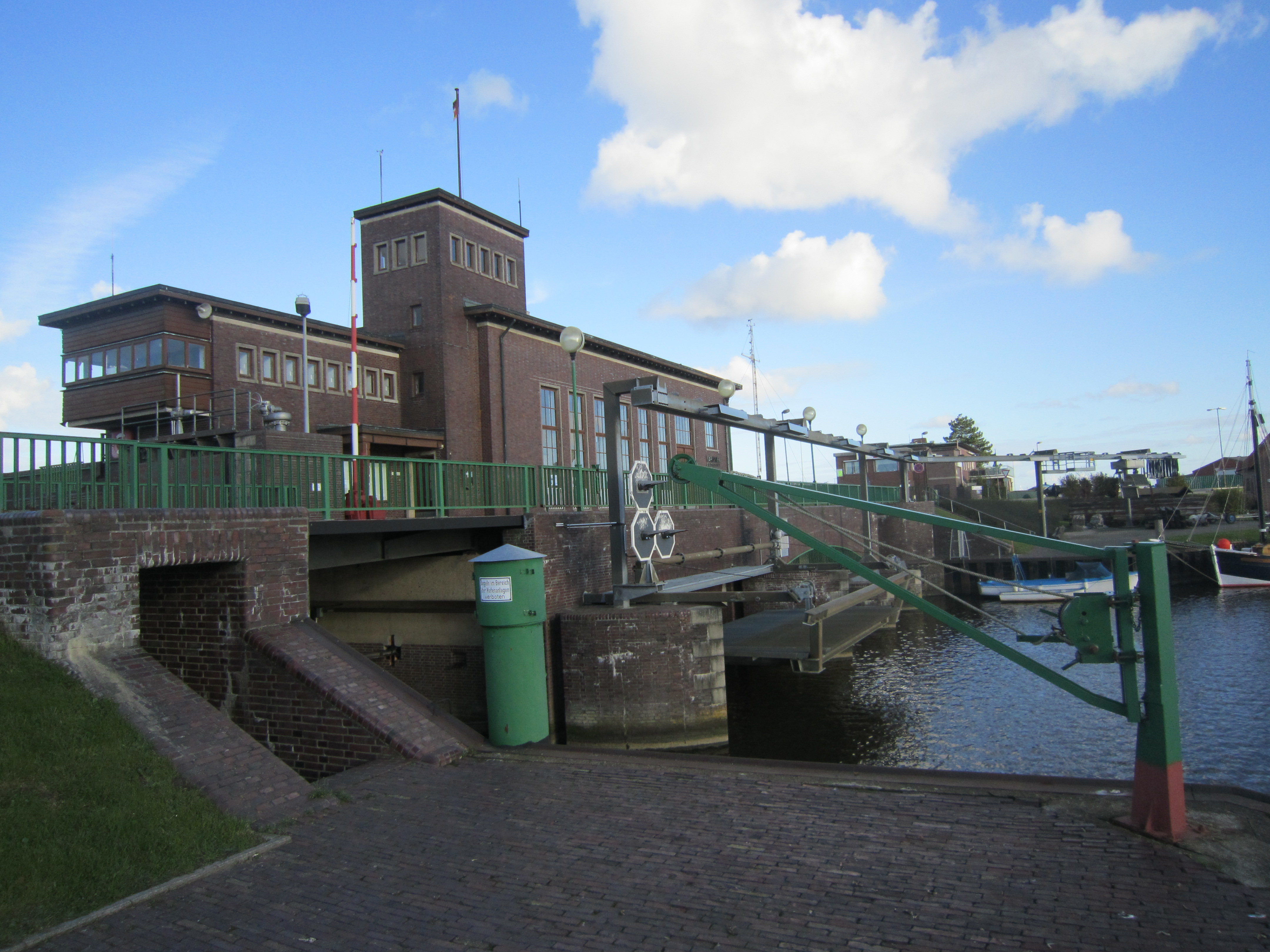
Idem, buitendijks

## Weblink
www.deutsches-sielhafenmuseum.de/haeuser-und-dauerausstellungen.html Website Deutsches Sielhafenmuseum Carolinensiel
- Gemeinsame Normdatei: 4140812-3
- Nationale Bibliotheek van Tsjechië: ge338975
- Nationale Bibliotheek van Israël: 987007560126405171
- Virtual International Authority File: 243488440